# Heinrich Eduard Dirksen
Heinrich Eduard Dirksen (* 13. September 1790 in Königsberg i. Pr.; † 10. Februar 1868 in Berlin) war ein deutscher Rechtswissenschaftler, Lexikograph und Hochschullehrer. In wohl einzigartiger Weise verband er Rechtsgeschichte und Klassische Philologie.

## Leben
Dirksen besuchte das Altstädtische Gymnasium (Königsberg). Noch keine 16 Jahre alt, immatrikulierte er sich an der Albertus-Universität Königsberg für Philosophie und Klassische Philologie. Zum Studium der Rechtswissenschaft ging er 1808 an die Ruprecht-Karls-Universität Heidelberg. Bei Anton Friedrich Justus Thibaut lernte er das Werk von Hugo Donellus kennen. 1810 wechselte er an die gerade eröffnete Friedrich-Wilhelms Universität zu Berlin. Bei Friedrich Carl von Savigny stieß er auf die Ideen von Jacques Cujas. Am 27. Mai 1812 promovierte er zum Dr. iur.
Die Albertus-Universität ernannte ihn im selben Jahr zum a.o. Professur und 1817 zum o. Professor. Für die Sommersemester 1819 und 1825 wurde er zum Prorektor gewählt. Dirksen ließ sich 1829 für Kuren in Böhmen beurlauben und zog nach Berlin. Er hatte zwar keinen Ruf erhalten; aber das Preußische Ministerium der geistlichen, Unterrichts- und Medizinalangelegenheiten hatte ihm einen Lehrstuhl an der Friedrich-Wilhelms-Universität zugesichert. Für Dirksen anziehend waren das größere Betätigungsfeld und die Nähe zu Savigny, dem er viel näher stand als Thibault. 1830 auf eigenen Antrag aus der Königsberger Professur entlassen, sah er sich in seiner Hoffnung auf den Berliner Lehrstuhl enttäuscht. Er hatte die Anhänger Savignys gegen sich. Ab 1833 lehrte er als Privatdozent und Professor Regimontanus. Wilhelm Eduard Albrecht empfahl ihn im selben Jahr zur Berufung an die Georg-August-Universität Göttingen. Im Gegenzug setzte Dirksen sich 1837 für Albrechts Berufung nach Berlin ein. 1841 in die Königlich-Preußische Akademie der Wissenschaften aufgenommen, konnte er seine Lehrtätigkeit an der Universität fortsetzen.
Aus der 1817 mit Wilhelmine geb. Toussaint geschlossenen Ehe gingen zwei Töchter und drei Söhne hervor. Als Schüler und Vertrauter schrieb Friedrich Daniel Sanio Dirksens Biographie.

## Ehrungen
- Dr. phil. h. c. der Albertus-Universität (1817)
- Geh. Justizrat (1825)

## Schriften
- Bruchstücke aus den Schriften der Römischen Juristen. Nicolovius, Königsberg 1814. (Digitalisat)
- Civilistische Abhandlungen 2 Bände. Reimer, Berlin 1820. (Digitalisat Band 1)
- Versuche zur Kritik und Auslegung der Quellen des Römischen Rechts. Hinrichs, Leipzig 1823. (Digitalisat)
- Uebersicht der bisherigen Versuche zur Kritik und Herstellung des Textes der Zwölf-Tafel-Fragmente. Hirich, Leipzig 1824. (Digitalisat)
- Beiträge zur Kunde des Römischen Rechts. Hinrichs, Leipzig 1825. (Digitalisat)
- System der juristischen Lexicographie. Hinrichs, Leipzig 1834. (Digitalisat)
- Manuale latinitatis fontium iuris civilis Rom. Thesauri latinitatis epitome in usum tironum. Duncker & Humblot,  Berlin 1837. (Digitalisat)
- Vermischte Schriften. Besser, Berlin 1841. (Digitalisat)
- Die römisch-rechtlichen Quellen der Grammatiker Verrius Flaccus und Festus Pompeius. 1853. (Digitalisat)
- Über die Verdienstlichkeit methodischer Sprachforschung, in Beziehung auf die Textes-Kritik und Auslegung römischer Rechts-Quellen. Dümmler, Berlin 1855. (Digitalisat)
- Der Rechtsgelehrte Aulus Cascellius: Ein Zeitgenosse Cicero's. Königliche Akademie der Wissenschaften, Berlin 1858. (Digitalisat)
- Hinterlassene Schriften zur Kritik und Auslegung der Quellen römischer Rechtsgeschichte und Alterthumskunde, hg. von Friedrich Daniel Sanio, 2 Bde., Leipzig 1871 (Nachdruck Leipzig 1973).